# Lutosława
Lutosława – żeńska forma imienia Lutosław, nienotowana w źródłach staropolskich. Znaczenie imienia: "sławna ze srogości".
Zdrobnienie: Lutochna